# Életfa díj
Az Életfa díj azoknak adományozható állami kitüntetés, akik tevékenységükkel hozzájárultak a népművészet közvagyonként való kezeléséhez, megőrzéséhez, nemzedékek közötti átörökítéséhez.
A díjat évente, augusztus 20-án, három személy kaphatja.
A kitüntetett adományozást igazoló okiratot és érmet kap.
Az érem kerek alakú, bronzból készült, átmérője 90, vastagsága 5 milliméter. Az érem Péterfy László szobrászművész alkotása, első oldalát stilizált életfa, hátoldalát „Életfa díj” és a tárgyév felirat díszíti.

## Díjazottak

### 2012
- Élő Lajosné, hímző népi iparművész[1]
- Galánfiné Schmidt Teréz, népművész
- Lőrincz Etel, textiltervező iparművész

### 2009
- Bencze Károlyné nyugalmazott tanár, a Kalocsai Hagyományőrző Népi Együttes vezetője,
- Fábián Éva népiénektanár, előadóművész,
- Vráber János népzenész, a régi népi hangszerek mestere, oktatója

### 2006
- Báder Miklósné, a Hevesi Népművészeti és Háziipari Szövetkezet elnökének
- Pál Lajos, zenetanár
- Stoller Antal, koreográfus

### 2005
- dr. Pór Anna, ny. táncművész, tánckritikus, színháztörténész
- Tóth János, nyugalmazott közgazda
- Török Józsefné, ny. tanítónő, a Tápai Hagyományőrző Együttes művészeti vezetője.

### 2004
- Varga Marianna néprajzkutató, muzeológus

### 2002
- Czidráné Bodza Klára magyar népdalénekes, énektanár

### 1990
- Kallós Zoltán néprajzkutató